# Oberösterreichischer Faustballverband
Der Oberösterreichische Faustballverband (OÖFBV) ist die Dachorganisation aller Faustball-Vereine in Oberösterreich. Der OÖFBV ist ordentliches Mitglied des Österreichischen Faustballbundes (ÖFBB) und dessen Satzungen unterstellt.
Der Oberösterreichische Faustballverband ist für die Organisation der Männer-Faustball-Meisterschaften in den einzelnen oberösterreichischen Spielklassen ab der 2. Landesliga und der Frauen-Faustball-Meisterschaften in den einzelnen oberösterreichischen Spielklassen ab der Frauen Landesliga verantwortlich. Außerdem richtet der OÖFBV den Oberösterreichischen Faustball-Cup und den OÖ Faustball-Cup der Frauen und diverse Nachwuchsbewerbe aus.

## Verband
Sitz des OÖFBV ist in Linz. An der Spitze des Verbands steht derzeit Martin Weiß als Präsident. Unterstützt wird der Präsident von den Vizepräsidenten Norbert Gahleitner, Siegfried Pöschl und Wolfgang Ortner,  Marketing & PR (derzeit Martin Weiß).

## Ligen des OÖFBV
Der OÖFBV ist für die Organisation der oberösterreichischen Ligen im Frauen- und Männer-Faustball verantwortlich.

### Männer
Der OÖFBV organisiert alle Männer-Faustball-Ligen in Oberösterreich beginnend mit der 2. Landesliga. Jeweils der Meister bzw. der Vize-Meister (Abhängig von den höheren Ligen) ist berechtigt in die nächsthöhere Klasse aufzusteigen.
| Stufe | Liga                           | Liga                           | Liga                           | Liga                           | Liga                           | Liga                           | Liga                          | Liga                          | Liga                          | Liga                          | Liga                          | Liga                          | Liga                          | Liga                          | Liga                          | Liga                          | Liga                          | Liga                          | Liga                           | Liga                           | Liga                           | Liga                           | Liga                           | Liga                           |
| 3     | 1. Landesliga 11 Vereine       | 1. Landesliga 11 Vereine       | 1. Landesliga 11 Vereine       | 1. Landesliga 11 Vereine       | 1. Landesliga 11 Vereine       | 1. Landesliga 11 Vereine       | 1. Landesliga 11 Vereine      | 1. Landesliga 11 Vereine      | 1. Landesliga 11 Vereine      | 1. Landesliga 11 Vereine      | 1. Landesliga 11 Vereine      | 1. Landesliga 11 Vereine      | 1. Landesliga 11 Vereine      | 1. Landesliga 11 Vereine      | 1. Landesliga 11 Vereine      | 1. Landesliga 11 Vereine      | 1. Landesliga 11 Vereine      | 1. Landesliga 11 Vereine      | 1. Landesliga 11 Vereine       | 1. Landesliga 11 Vereine       | 1. Landesliga 11 Vereine       | 1. Landesliga 11 Vereine       | 1. Landesliga 11 Vereine       | 1. Landesliga 11 Vereine       |
| 4     | 2. Landesliga – Nord 9 Vereine | 2. Landesliga – Nord 9 Vereine | 2. Landesliga – Nord 9 Vereine | 2. Landesliga – Nord 9 Vereine | 2. Landesliga – Nord 9 Vereine | 2. Landesliga – Nord 9 Vereine | 2. Landesliga – Ost 9 Vereine | 2. Landesliga – Ost 9 Vereine | 2. Landesliga – Ost 9 Vereine | 2. Landesliga – Ost 9 Vereine | 2. Landesliga – Ost 9 Vereine | 2. Landesliga – Ost 9 Vereine | 2. Landesliga – Süd 9 Vereine | 2. Landesliga – Süd 9 Vereine | 2. Landesliga – Süd 9 Vereine | 2. Landesliga – Süd 9 Vereine | 2. Landesliga – Süd 9 Vereine | 2. Landesliga – Süd 9 Vereine | 2. Landesliga – West 9 Vereine | 2. Landesliga – West 9 Vereine | 2. Landesliga – West 9 Vereine | 2. Landesliga – West 9 Vereine | 2. Landesliga – West 9 Vereine | 2. Landesliga – West 9 Vereine |

### Frauen
Der OÖFBV organisiert die Frauen-Faustball-Liga mit 9 Mannschaften.

## Meistertafel 1. Landesliga Männer/Feld
| Saison                                        | Meister              | Vizemeister          | Punkte |
| --------------------------------------------- | -------------------- | -------------------- | ------ |
| Oberösterreichischer Meister-Herren 2010/2011 | Askö Freistadt       | Union Inzersdorf     | 38     |
| Oberösterreichischer Meister-Herren 2011/2012 | DSG Union Hirschbach | Askö Bruck/Peuerbach | 32     |
| Oberösterreichischer Meister-Herren 2012/2013 | Union Waldburg       | TV Enns              | 32     |
| Oberösterreichischer Meister-Herren 2013/2014 | ASVÖ SC Höhnhart     | TV Enns              | 34     |
| Oberösterreichischer Meister-Herren 2014/2015 | Tigers Vöcklabruck   | TV Enns              | 36     |
| Oberösterreichischer Meister-Herren 2015/2016 | DSG UKJ Froschberg   | Union Tollet         | 40     |
| Oberösterreichischer Meister-Herren 2016/2017 | Union Lichtenau      | Union Arbing         | 32     |